# میشل کالن
میشل کالن (به انگلیسی: Michel Callon) (زاده ۱۹۴۵) استاد جامعه‌شناسی در مدرسه عالی ملی معدن پاریس و عضو مرکز جامعه‌شناسی نوآوری است. او نویسنده‌ای در زمینه مطالعات علم و فناوری و یکی از طرفداران برجسته نظریه شبکه کنشگر (ANT) با برونو لاتور است.

## شغل اخیر
از اواخر دهه ۱۹۹۰، میشل کالن تلاش‌هایی را برای به کارگیری رویکردهای نظریه شبکه کنشگر برای مطالعه زندگی اقتصادی به ویژه بازارهای اقتصادی مدیریت کرد. این مجموعه از کار، رابطه متقابل بین اقتصاد و اقتصادیات را مورد بررسی قرار می‌دهد و راه‌هایی را برجسته می‌سازد که اقتصادیات و رشته‌های الهام گرفته از اقتصاد مانند بازاریابی اقتصادی را شکل می‌دهند. (کالن، ۱۹۹۸ و ۲۰۰۵).

## مفهوم نقطه عبور اجباری
مفهوم نقطه عبور اجباری (OPP) توسط میشل کالن در مشارکتی اساسی در نظریه شبکه کنشگر ایجاد شد: کالن، میشل (۱۹۸۶): برخی از عناصر جامعه‌شناسی ترجمه: اهلی کردن گوش ماهی ها و ماهیگیران خلیج سنت بریو. صص ۱۹۶-۲۳۳ در قدرت، عمل و باور: جامعه‌شناسی جدید دانش، ویرایش شده توسط جان لاو. لندن: راتلج و کیگان پل.

### کتاب
- کالن، میشل؛ لاو، جان؛ ریپ، آری (۱۹۸۶): ترسیم پویایی علم و فناوری: جامعه‌شناسی علم در دنیای واقعی، بیسینگ استوک: مک‌میلان. شابک ‎۹۷۸۰۳۳۳۳۷۲۲۳۴
- کالن، میشل (ویرایش) (۱۹۹۸): قوانین بازارها، لندن: ناشران بلک‌ول، ۲۸۶ صفحه. شابک ‎۹۷۸۰۶۳۱۲۰۶۰۸۸
- کالن، میشل (۲۰۰۵): چرا مجازی‌گرایی راه را برای ناتوانی سیاسی هموار می‌کند، جامعه‌شناسی اقتصادی - خبرنامه الکترونیکی اروپا.
- کالن، میشل، لاسکومز، پی. و بارت، ی. (۲۰۰۹): کنش در دنیای نامشخص: مقاله‌ای در مورد دموکراسی فنی، مطبوعات MIT.

### فصول در کتاب
- کالن، میشل (۱۹۸۰ ۱۹۸۰): مبارزات و مذاکرات برای تعیین اینکه چه چیزی مشکل ساز است و چه چیزی نیست: منطق اجتماعی ترجمه. صفحات ۱۹۷-۲۲۱ در فرآیند اجتماعی تحقیق علمی، ویرایش شده توسط کارین دی. کر. دوردرخت: انتشارات رایدل.
- کالن، میشل (۱۹۸۶): برخی از عناصر جامعه شناسی ترجمه: اهلی کردن گوش ماهی ها و ماهیگیران خلیج سنت بریو. صص ۱۹۶-۲۳۳ در قدرت، عمل و باور: جامعه شناسی جدید دانش، ویرایش شده توسط جان لاو. لندن: راتلج و کیگان پل.
- کالن، میشل (۱۹۸۷): جامعه در حال ساخت: مطالعه فناوری به عنوان ابزاری برای تحلیل جامعه‌شناختی، در بیکر، ویبه ای. هیوز، توماس پی. پینچ، ترور (ویرایش‌ها)، ساخت اجتماعی سیستم‌های فناوری: جهت‌های جدید در جامعه‌شناسی و تاریخ فناوری، کمبریج، ماساچوست: انتشارات MIT، صفحات ۸۳–۱۰۳، شابک ‎۹۷۸۰۲۶۲۰۲۲۶۲۰
- کالن، میشل (۱۹۹۱): شبکه‌های تکنو-اقتصادی و برگشت ناپذیری، در لاو، جان (ویرایش)، جامعه‌شناسی هیولاها: مقالاتی درباره قدرت، فناوری و سلطه، لندن: روتلج، صفحات ۱۳۲-۱۶۵،  شابک ‎۹۷۸۰۲۶۲۰۲۲۶۲۰
- کالون، میشل؛ لاتور، برونو (۱۹۹۲): کودک را با مدرسه حمام بیرون نیندازید! پاسخی به کالینز و ساللی، پیکرینگ، اندرو (ویرایش)، علم به عنوان تمرین و فرهنگ، شیکاگو، ایلینویز: انتشارات دانشگاه شیکاگو، صص ۳۴۳–۳۶۸، شابک ‎۹۷۸۰۲۲۶۶۶۸۰۱۷